# Дело Троя Дэвиса
Дело Троя Дэвиса — судебный процесс в США над афроамериканцем Троем Энтони Дэвисом по обвинению в убийстве полицейского, совершённом 19 августа 1989 года в городе Саванна (штат Джорджия). Дэвис был приговорён к смертной казни в августе 1991 года. Он не признал себя виновным на суде и настаивал на этом вплоть до исполнения приговора; тем временем ряд свидетелей обвинения отказались от данных ими на суде показаний, показания же других свидетелей указывали на то, что убийство совершил другой человек. Тем не менее 21 сентября 2011 года приговор был приведён в исполнение, что вызвало волну возмущения как в США, так и за рубежом.

## Преступления и арест

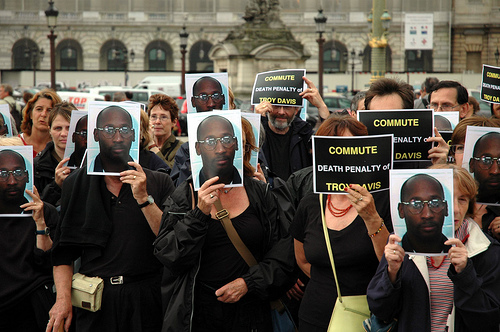
Демонстрация в поддержку Дэвиса в Париже, июль 2008 года

18 августа 1989 года 20-летний Дэвис посетил вечеринку своего друга Даррелла Коллинза в окрестностях города Саванна (штат Джорджия). Когда другой участник вечеринки, Майкл Купер, покидал её, Дэвис уже вышел и стоял у выхода. Машина с Купером и его друзьями тронулась, и пассажиры автомобиля стали выкрикивать нецензурные оскорбления в адрес Дэвисa. В это время неизвестный, которым, по версии обвинения, был Дэвис, выстрелил из огнестрельного оружия в сторону машины. Купер был ранен выстрелом в лицо.
Часом позже Дэвис и Коллинз встретились с Сильвестром Коулсом. Один из них потребовал у бездомного Ларри Янга бутылку пива, после чего избил его рукояткой пистолета на автостоянке ресторана Burger King. Полицейский Марк Макфэйл в этот день подрабатывал охранником в Burger King и при попытке остановить избиение Янга был сражён выстрелами в сердце и в лицо, отчего и скончался. На месте преступления были найдены пули и гильзы, которые были выпущены из пистолета 38 калибра. Свидетели видели, как человек в белой рубашке ударил Янга и затем застрелил Макфэйла.
Вечером 19 августа Коулс пришёл в полицию. Он сказал, что видел Дэвиса с пистолетом 38 калибра, и что Дэвис напал на Янга. В тот же вечер Дэвис уехал в Атланту со своей сестрой. Полиция объявила о награде за информацию, которая могла бы помочь в поимке Дэвиса. Семья Дэвиса начала переговоры с полицией после получения угроз от местных наркодельцов в связи с тем, что облава на Дэвиса помешала местному наркобизнесу. 23 августа 1989 года Дэвис был перевезён членами своей семьи обратно в Саванну, где он сдался полиции и был обвинен в убийстве Макфэйла.

## Судебный процесс и обвинение
В августе 1991 года окружной прокурор потребовал назначения смертной казни для Дэвиса. По версии обвинения, Дэвис стрелял в Майклa Куперa, избил пистолетом бездомного Ларри Янгa и убил Марка Макфэйлa. На перекрестном допросе Коулс признался, что он также имел пистолет 38 калибра, но заявил, что ранее в тот вечер он дал его другому человеку. Эксперт-баллистик показал, что пуля, которой был убит Макфэйл, могла быть выпущена из того же пистолета, из которого был ранен Купер на вечеринке, однако признал, что имел сомнения по этому поводу. Мать Дэвиса заявила, что Дэвис был в их доме в Саванне 19 августа 1989 года до момента, когда он уехал в Атланту со своей сестрой около 9 часов вечера. Дэвис отрицал, что он стрелял в Макфэйла, сказав, что видел как Коулс ударил Янга, и что он убежал до того, как были сделаны выстрелы, и не знает, кто стрелял в полицейского.
28 августа 1991 года присяжным потребовалось два часа, чтобы признать Дэвиса виновным в убийстве и остальных преступлениях. Дэвис заявил присяжным, что он осуждён за преступление, которого не совершал. 30 августа 1991 года, после семи часов обсуждения, присяжные рекомендовали высшую меру наказания, и Дэвис был приговорён к смертной казни.

## Апелляция в Верховный суд штата Джорджия
После объявления смертной казни приговор был автоматически обжалован в Верховном суде штата Джорджия. Дэвис и его адвокаты сослались на то, что место проведения суда должно было быть другим, а также на неэффективную помощь адвокатов в защите Дэвисa. В марте 1992 года Верховный суд штата Джорджия отклонил эту апелляцию. В марте 1993 года Верховный суд штата Джорджия ещё раз подтвердил приговор Дэвису, постановив, что судья правильно отказался изменить место проведения суда, и что расовый состав жюри не повлиял на права Дэвиса. Верховный суд США отказался рассмотреть апелляцию на это решение в ноябре 1993 года. В марте 1994 года было издано распоряжение об исполнении приговора.
В 1994 году Дэвис подал прошение о выдаче постановления хабеас корпус, утверждая, что он был осуждён незаконно, и что его смертный приговор был судебной ошибкой. В прошении утверждалось, что свидетели обвинения были принуждены к даче ложных показаний сотрудниками правоохранительных органов. В удовлетворении этого ходатайства было отказано в сентябре 1997 года. В решении суда говорилось, что претензии к ненадлежащим действиям правоохранительных органов должны были быть обжалованы ранее при апелляции дела, и что суд не может подменять присяжных и оценивать доказательства, представленные в ходе судебного разбирательства. Верховный суд штата Джорджия подтвердил отказ в выдаче хабеас корпус 13 ноября 2000 года. В 2000 году Дэвис ещё раз обжаловал свой приговор в суде штата Джорджия. Он утверждал, что использование электрического стула представляет собой жестокое и необычное наказание. Верховный суд штата Джорджия отклонил ходатайство четырьмя голосами к трём, заявив, что Дэвис должен был обжаловать этот вопрос ранее, в процессе апелляции.

## Апелляции на федеральном уровне
В декабре 2001 года Дэвис подал ходатайство хабеас корпус в федеральный окружной суд Соединённых Штатов. В нём указывалось, что с 1996 года семь из девяти основных свидетелей обвинения полностью или частично изменили показания. В частности, в 2000 году Дороти Феррелл подписала письменное заявление, что она чувствовала на себе давление со стороны полиции в связи с тем, что на момент судебного процесса Дэвиса она находилась в статусе условно освобождённой от наказания за кражи в магазинах. Даррелл Коллинз в 2002 году также подписал письменное заявление о том, что он не видел, как Дэвис совершал преступление, и что он дал ложное свидетельство, потому что полиция угрожала обвинить его в пособничестве. Антуан Вильямс, Ларри Янг и Монти Холмс также сделали письменные заявления, что их предыдущие показания о причастности Дэвиса были получены под принуждением полиции. Кроме того, три свидетеля подписали заявления о том, что им признался в совершении убийства Сильвестр Коулс. Однако обвинители утверждали, что эти доказательства были процессуально недопустимы, поскольку должны были быть представлены ранее.
Ходатайство Дэвиса было отклонено в мае 2004. Суд заявил, что «поскольку представленных показаний недостаточно, чтобы вызвать сомнения в конституционности результата суда, нет никакой опасности судебной ошибки в отклонении иска». Суд также отверг доводы адвокатов защиты относительно несправедливого отбора присяжных, неэффективной защиты и нарушений со стороны обвинения. Решение было обжаловано в Апелляционном судe США одиннадцатого округа, который заслушал устные аргументы в сентябре 2005 года. 26 сентября 2006 года суд подтвердил отказ в хабеас корпус и определил, что ни прокуратура, ни защита не действовали неправильно или некомпетентно во время первого суда. Ходатайство о повторном слушании было отклонено в декабре 2006 года.
Эксперты утверждали, что главное препятствие для предоставления Дэвису нового судебного разбирательства заключалось в Законе о борьбе с терроризмом и эффективной смертной казни 1996 года, который был принят Конгрессом США и подписан президентом Биллом Клинтоном после теракта в Оклахома-Сити. Этот закон запрещает лицам, приговорённым к смертной казни, предоставлять доказательства, которые могли быть изначально представлены во время суда.

## Первая дата казни
25 июня 2007 года первое ходатайство в Верховный суд США было отклонено, и казнь была назначена на 17 июля 2007 года. Делом Дэвиса заинтересовались различные организации и известные люди. Лауреат Нобелевской премии мира архиепископ Десмонд Туту призвал суд рассмотреть свидетельства о принуждении свидетелей полицией. Папа Римский Бенедикт XVI обратился к губернатору штата Джорджия Сонни Пердью, призывая его помиловать Дэвиса. Подобные призывы были направлены также певцом Гарри Белафонте, католической монахиней Элен Прежан и актёром Майком Фарреллом. Неправительственная организация Международная амнистия опубликовала доклад о деле Дэвиса, охарактеризовав его как судебную ошибку и свидетельство «катастрофических недостатков американской машины смертной казни». Организации по защите прав человека инициировали общественную кампанию, в ходе которой было отправлено около 4000 писем с просьбами о помиловании в Совет штата Джорджия по помилованиям и условно-досрочному освобождению. Бывший директор ФБР и федеральный судья Уильям Сешнс призвал власти остановить исполнение наказания, написав, что «было бы невыносимо наказать человека без того, чтобы его утверждения о невиновности были рассмотрены судом или исполнительной властью».
Политики и другие лица, такие как члены Палаты представителей Конгресса США от штата Иллинойс Джесси Джексон (младший) и от штата Техас Шейла Джексон-Ли, бывший окружной прокурор Техаса Сэм Д. Миллсэп-младший, организация «Семьи жертв убийств за примирение», просили суд дать разрешение Дэвису на новое судебное разбирательство. Представители Совета Европы и Европейского парламента также высказались по делу Дэвиса, прося американские власти остановить запланированное исполнение приговора и призывая передать дело на новое рассмотрение.
16 июля 2007 года Совет штата Джорджия по помилованиям и условно-досрочному освобождению приостановил исполнение приговора на девяносто дней для оценки представленных доказательств. Адвокаты ходатайствовали о новом судебном разбирательстве в связи с ошибочной идентификацией преступника. 17 марта 2008 года Верховный суд штата Джорджия отклонил эту апелляцию четырьмя голосами против трёх. Судья, представляющий мнение большинства, написал, что данные первичного суда не могут быть проигнорированы, и что первоначальные свидетельские показания являются более правдоподобными.

## Вторая дата казни
В июле 2008 года адвокаты Дэвиса подали петицию в Верховный суд США с целью пересмотреть решения суда штата Джорджия, ссылаясь на Восьмую поправку к Конституции США. Ещё до того, как Верховный суд США решил, принимать ли дело Дэвиса на рассмотрение, казнь была назначена на 23 сентября 2008 года. Верховный суд штата Джорджия отказался предоставить отсрочку исполнения, и Совет штата Джорджия по помилованиям и условно-досрочному освобождению отказал в помиловании.
«Международная амнистия» осудила решение об отказе в помиловании. Бывший президент США Джимми Картер, который с 1971 года по 1975 год был губернатором Джорджии, опубликовал открытое письмо, в котором заявил, что «исполнение приговора Троя Дэвиса без реального рассмотрения потенциального доказательства невиновности может отнять жизнь невиновного человека и станет серьёзной судебной ошибкой». Проповедник Эл Шарптон также призвал к помилованию, после того как он встретился и молился вместе с Дэвисом в камере смертников. Отсрочка исполнения была также поддержана Национальной ассоциацией содействия прогрессу цветного населения. Бывший конгрессмен-республиканец и кандидат в президенты США от Либертарианской партии Боб Барр написал, что он «твердо верит в смертную казнь в качестве надлежащего и справедливого наказания, но должный уровень справедливости и точности, необходимый для окончательного наказания, не был достигнут в деле Дэвиса».
Приказ о незамедлительном приостановлении приведения приговора в силу был выдан Верховным судом менее чем за два часа до казни Дэвиса. Адвокаты Дэвиса утверждали, что нижестоящие суды поверхностно изучили показания четырёх свидетелей, указывавших на причастность Коулса. Обвинители же настаивали, что большинство показаний уже было представлено и рассмотрено, и что вопросы о качестве и надёжности свидетелей были подняты во время первичного судебного процесса. 14 октября 2008 года Верховный суд отклонил ходатайство Дэвиса, и новая дата казни была назначена на 27 октября 2008 года.

## Третья дата казни
21 октября 2008 года адвокаты Дэвиса подали ходатайство о незамедлительном приостановлении приведения приговора в исполнение, и через три дня федеральный суд 11-го округа издал приказ о рассмотрении вновь поданного ходатайства о хабеас корпус. Сторонники Дэвиса во всём мире продолжали проводить акции в его защиту. В комиссию штата по вопросам помилования была подана петиция со 140 тыс. подписей, а также просьба Европейского Союза о смягчении наказания. Со своей стороны, обвинители округа Чатем по-прежнему утверждали, что Дэвис является виновным и заслуживает смертной казни.
Устные доводы были заслушаны судебной коллегией 9 декабря 2009 года в Атланте. Адвокаты Дэвиса снова утверждали, что суды не рассмотрели доказательства невиновности Дэвиса. Они отметили, что фотография Коулса не вошла в число доказательств, представленных свидетелям для опознания. В то же время старший помощник Генерального прокурора хотя и соглашался, что в исключительных случаях судебную ошибку можно рассмотреть на этой стадии процесса обжалования, однако в данном случае не считал заявления изменивших свои показания свидетелей правдоподобными. 16 апреля 2009 года коллегия отклонила ходатайство Дэвиса двумя голосами к одному.
17 августа 2009 года Верховный суд США приказал федеральному районному суду определить, подтверждают ли невиновность Девиса доказательства, не представленные во время первоначального судебного процесса. Судья Джон Пол Стивенс, с которым согласились судьи Рут Бейдер Гинзбург и Стивен Брайер, написал, что «существенный риск послать невинного человека на смерть чётко предусматривает достаточные основания для проведения слушаний доказательств». Иначе полагал судья Антонин Скалиа, назвавший новое слушание «дурацким поручением», поскольку, по его мнению, заявления Дэвиса относительно своей невиновности заведомо не найдут подтверждения. К мнению Скалиа присоединился член Верховного Суда Кларенс Томас.

## Федеральные слушания

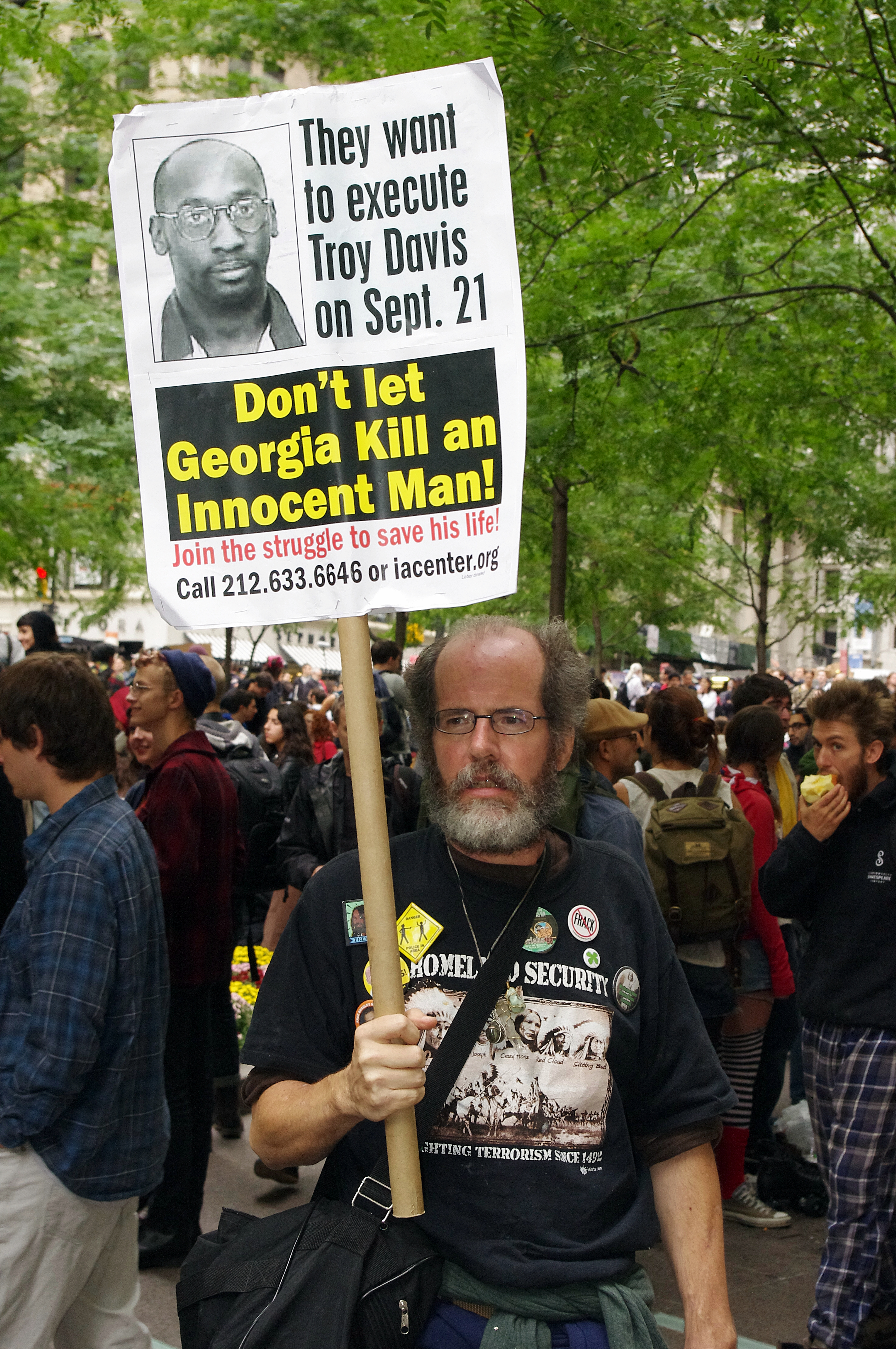
«Не позвольте штату Джорджия казнить невинного человека». Протестующий на Уолл-стрит в Нью-Йорке, 17 сентября 2011 года

Согласно распоряжению Верховного суда США, в июне 2010 года состоялись двухдневные слушания в федеральном окружном суде города Саванна. Один бывший свидетель обвинения заявил, что он не знает, кто стрелял в Макфэйла, и что он по причине неграмотности не мог прочитать свои показания, которые он подписал в 1989 году. Другие двое свидетелей обвинения заявили, что Дэвис не признавался им в преступлении, как они заявили на первом суде. Ещё один свидетель также отказался от своих предыдущих показаний, что он видел Дэвиса, стреляющего в Купера и Макфэйла. Свидетели заявили, что их предыдущие показания против Дэвиса явились результатом давления со стороны полиции, а также были сделаны с целью отомстить Дэвису. Свидетель Энтони Харгроув показал, что ему в убийстве признался Коулс. Обвинение требовало признать показания Харгроува недопустимыми показаниями с чужих слов. Федеральный судья разрешил принять это свидетельство, но заявил, что если Коулс не появится лично, то он не сможет придать этим показаниям «абсолютно никакого веса». Другой свидетель, который сделал аналогичное заявление, был выслушан, но его показания были отклонены судьей в связи с тем, что Коулс не был вызван в качестве свидетеля, и ему не была предоставлена возможность для опровержения. Один из адвокатов Дэвиса сообщил, что за день до этого им не удалось доставить Коулсу повестку в суд, на что судья ответил, что попытка была сделана слишком поздно, учитывая, что слушания шли в течение нескольких месяцев. Обвинение вызвало бывших сотрудников полиции и двух прокуроров, которые подтвердили, что расследование было основательным, и что никто из свидетелей не был принужден к даче показаний и не подвергался угрозам. Главный следователь дал показания, что расследование было проведено «очень тщательно и осторожно … я не спешил просто выбрать первого попавшегося парня, которого мы заполучили в свои руки».
В июле 2010 года адвокаты Дэвиса подали ходатайство с просьбой о пересмотре решения суда об исключении показаний свидетеля, которому Коулс признался в убийстве. В августе 2010 года судья подтвердил своё первоначальное решение, заявив, что «намеренно приводя ненадёжные слухи, при этом держа Коулса вне судебного заседания, [Дэвис] стремится воспрепятствовать суду в получении всех доказательств вместо предоставления в суд доказательств, на основе которых можно было бы принять наиболее точное решение».
Федеральный судья также указал, что казнь невиновного человека будет нарушать Восьмую поправку к Конституции, «но, тем не менее, г-н Дэвис не является невиновным». В своём решении судья Мур написал: «в то время как новые доказательства бросают некоторые дополнительные, минимальные тени сомнения на обвинения г-на Дэвиса, это в значительной степени напускание тумана». В ноябре 2010 года федеральная коллегия судей отклонила апелляцию по этому делу без рассмотрения ходатайства по существу. Они заявили, что Дэвис должен обратиться непосредственно в Верховный суд США, «потому что он исчерпал свои другие средства помощи». Розмари Баркетт, одна из судей апелляционной коллегии, позже заявила, что хотя она согласна с решением, она все ещё верит, что Дэвису стоит устроить новое судебное разбирательство.

## Последнее ходатайство в Верховный суд США
В январе 2011 года адвокаты Дэвиса подали новое ходатайство в Верховный суд США, утверждая, что коллегия судей федерального суда 11-го округа «проявила явную враждебность» во время своего слушания в августе 2010 года. Ходатайство было отклонено без комментариев со стороны Верховного суда в марте 2011 года, что позволило назначить новую дату исполнения приговора.
В мае 2011 года «Международная амнистия» и организация «Люди веры против смертной казни» попросили религиозных лидеров подписать петицию в Совет Джорджии по вопросам помилования, призывая отозвать смертную казнь Дэвиса. К 17 сентября 2011 года более 660 000 человек подписали прошение о помиловании, включая Папу Бенедикта XVI, архиепископа Атланты Уилтона Грегори, бывшего главу Федерального бюро расследований Уильяма Сешнса, бывшего президента Джимми Картера, представителей Европейского Парламента, и архиепископа Десмонда Туту.

## Четвёртая дата казни
7 сентября 2011 года казнь Дэвиса была назначена на 21 сентября 2011 года. Совет штата Джорджия по вопросам помилования назначил судебное заседание о помиловании Дэвиса на 19 сентября. 20 сентября совет отклонил его прошение о помиловании.
Утром 21 сентября 2011 года суд округа Баттс отклонил просьбу Дэвиса об отсрочке казни. Верховный суд штата Джорджия также отклонил его аналогичное ходатайство. Приговор о казни Дэвиса должен был быть исполнен в 20 часов 00 минут по летнему восточному времени. В ту же ночь пресс-секретарь Президента США Джей Карни заявил, что президент США Барак Обама не будет вмешиваться в дело Дэвиса.
Дэвис в последний раз подал ходатайство о приостановлении своей казни в Верховный суд США. Почти через час после запланированного времени казни Верховный суд объявил, что рассмотрит его прошение, тем самым отсрочив казнь. Верховный Суд, однако, отказал в ходатайстве после нескольких часов обсуждения. Приведение смертного приговора в исполнение началось в 22 часа 53 минуты. В своём последнем слове Дэвис настаивал на своей невиновности, а также обратился к семье Макфэйла:
«Знайте, несмотря на ситуацию, в которой вы находитесь: я не тот, кто убил вашего отца, вашего сына, вашего брата. Я невиновен. Происшествие, случившееся той ночью, — не моя вина. У меня не было оружия. Всё, о чём я могу просить, — чтобы вы рассмотрели это дело глубже, чтобы в конце концов узнать правду. Я прошу свою семью и друзей продолжать сражаться в этой битве. Тем, кто собирается лишить меня жизни, — Бог да помилует ваши души. Бог благословляет всех вас».
Дэвис был объявлен умершим в 23 часа 08 минут.

## Реакция на казнь
Казнь Дэвиса вызвала всплеск осуждения и негодования во всём мире. Акции протеста прошли в США и крупных европейских столицах, а на страницах мировой прессы появились многочисленные резкие отклики на событие. Сотни людей собрались на Юнион-сквер в Нью-Йорке, чтобы показать своё негодование. Демонстранты маршировали по улицам Манхэттена, выкрикивая «Мы все Трой Дэвис». В ответ полиция Нью-Йорка применила силу. Нью-йоркские протесты против смертной казни Троя Дэвиса стали частью более крупной акции гражданского протеста «Захвати Уолл-Стрит», которая началась 17 сентября 2011 года.
Американский кинорежиссёр, писатель и общественный критик Майкл Мур после казни Троя Дэвиса попытался убрать свою новую книгу «Here Comes Trouble» с полок книжных магазинов в штате Джорджия. Мур также призвал к всеобщему бойкоту этого штата. «Я призываю всех, кого я знаю, никогда не посещать Джорджию, никогда не покупать ничего, сделанного в Джорджии, и никогда не вести бизнес в Джорджии», написал Мур на своём веб-сайте. Власти штата остались равнодушными к угрозе Мура, на что пресс-секретарь губернаторa штата Натан Дил сказал, что «это мило, что он думает, что кто-нибудь в Джорджии будет покупать его книги, но даже если это случится, я буду счастлив удвоить его гонорар и купить пачку жевательной резинки для любого благотворительного фонда на выбор Майкла Мура». Мур позже сказал на телевидении, что его американский издатель не смог снять книги с продажи в штате Джорджия и что вместо этого Мур планирует пожертвовать деньги в «Innocence Project», организацию, занимающуюся реформированием системы уголовного правосудия.